# マグヌス・ローバック

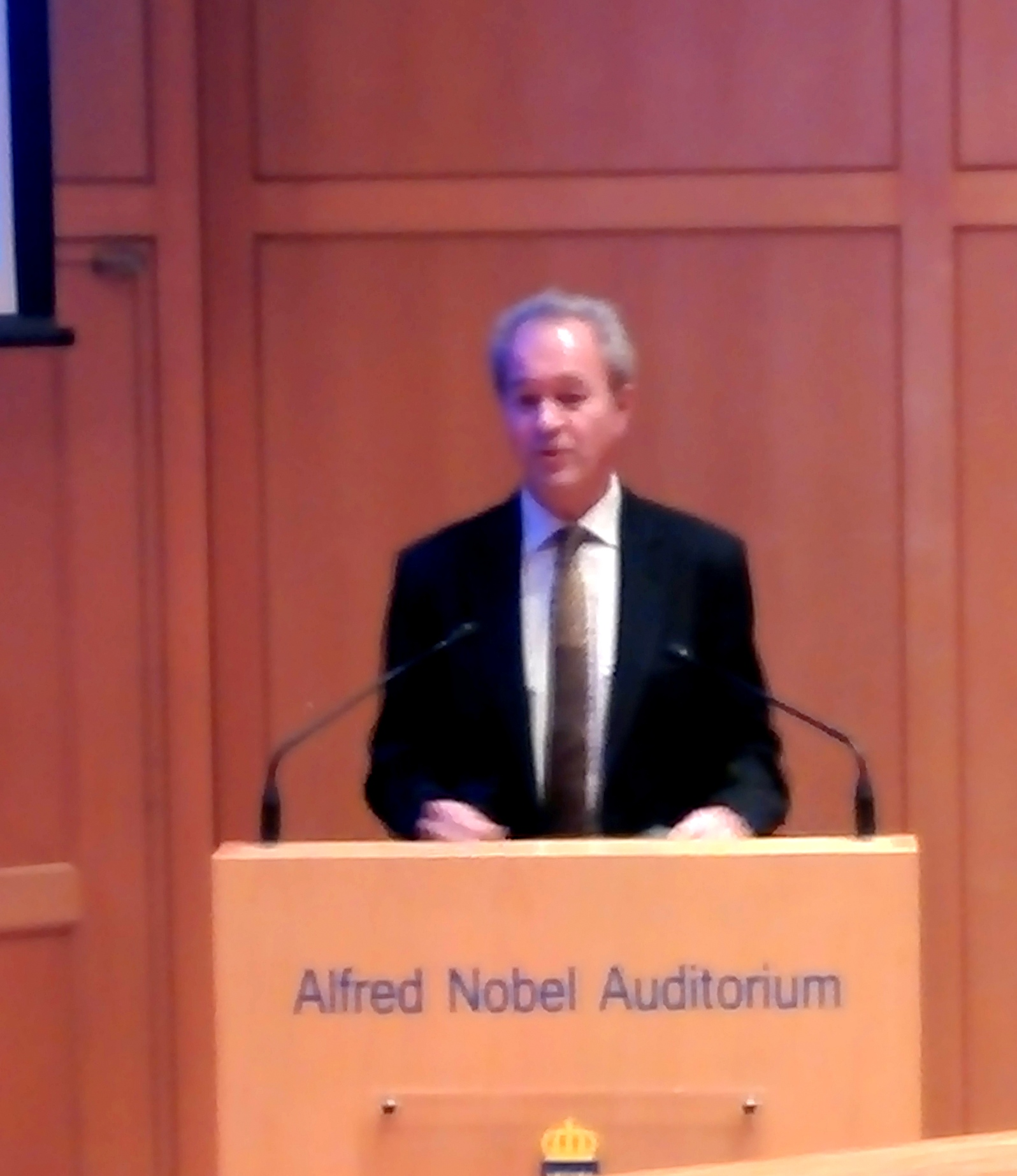
駐日大使在任時のマグヌス・ローバック（2016年11月）

ニルス・マグヌス・ローバック（スウェーデン語: Nils Magnus Robach、1952年7月21日 - ）は、スウェーデンの外交官。母国語のスウェーデン語に加えて、英語とフランス語に堪能。在ベルギー大使や在ブラジル大使、駐日大使などを歴任した。

## 略歴
1976年にスウェーデン外務省（UD）に入省。1977年から1980年にかけて在エジプトスウェーデン大使館一等書記官、1980年から1982年にかけて在フランススウェーデン大使館一等書記官。1982年在日本スウェーデン大使館で報道広報担当。1993年から1998年にかけて、在フランススウェーデン大使館公使、1998年から2002年にかけて、スウェーデン外務省のアフリカ局長。2005年から2007年にかけてスウェーデン総理府EU協調事務局長。2007年から2011年にかけて在ベルギースウェーデン大使。2011年から2014年にかけて在ブラジルスウェーデン大使。2014年9月から2019年にかけて在日本スウェーデン特命全権大使を務めた。2019年7月、日本国政府より旭日大綬章を受章。